# Pattscheid
Pattscheid ist ein Ortsteil im Stadtteil Bergisch Neukirchen des Stadtbezirks II von Leverkusen.

## Geografie und Lage
Pattscheid grenzt an Leichlingen (Rheinland), Burscheid, Lützenkirchen und anderen Orten der ehemals selbstständigen Stadt Bergisch Neukirchen, als dessen Teil es 1975 in Leverkusen eingemeindet wurde.
Nördlich von Pattscheid befindet sich das Naherholungsgebiet Diepentalsperre.

## Geschichte
Pattscheid wurde im Jahr 1550 als Patzscheidt erstmals urkundlich erwähnt.  Das Appellativ ist vom -scheid-Ortsnamenstypus, das Bestimmungswort leitet sich vermutlich von ndd. pad in der Bedeutung „Pfad“ ab.
Die Topographia Ducatus Montani des Erich Philipp Ploennies aus dem Jahre 1715, Blatt Amt Miselohe, belegt, dass der Ort bereits 1715 vier Hofstellen besaß und als Petschat bezeichnet wurde. Carl Friedrich von Wiebeking benennt die Hofschaft auf seiner Charte des Herzogthums Berg 1789 als Patschet. Aus ihr geht hervor, dass Pattscheid seinerzeit Teil des Kirchspiels Neukirchen war.
Unter der französischen Verwaltung zwischen 1806 und 1813 wurde das Amt Miselohe aufgelöst und Pattscheid wurde politisch der Spezialgemeinde Neukirchen der Mairie Opladen im Kanton Opladen  im Arrondissement Düsseldorf zugeordnet.  1816 wandelten die Preußen die Mairie zur Bürgermeisterei Opladen im Kreis Opladen.
Der Kreis Opladen ging bereits 1819 im Kreis Solingen auf. 1820 hatte der als Hofstatt klassifizierte Ort 263 Einwohner. Der Ort ist auf der Topographischen Aufnahme der Rheinlande von 1824 als Pattscheid und auf der Preußischen Uraufnahme von 1840 als Pottscheid verzeichnet. Ab der Preußischen Neuaufnahme von 1892 ist er auf Messtischblättern regelmäßig als Pattscheid verzeichnet.
1815/16 lebten 263, im Jahr 1830 315 Menschen in Pattscheid. 1832 war der Ort weiterhin Teil der Gemeinde Neukirchen innerhalb der Bürgermeisterei Opladen. Der nach der Statistik und Topographie des Regierungsbezirks Düsseldorf als Hofstadt kategorisierte Ort besaß zu dieser Zeit ein öffentliches Gebäude, 57 Wohnhäuser, zwei Fabrikationsstätten bzw. Mühlen und 117 landwirtschaftliche Gebäude. Zu dieser Zeit lebten 242 Einwohner im Ort, davon zwölf katholischen und 230 evangelischen Bekenntnisses.
Am 24. August 1857 erhielt aufgrund der Rheinischen Städteordnung die Spezialgemeinde Neukirchen, die 1904 aufgrund des häufigen Vorkommens des Ortsnamens in Bergisch Neukirchen umbenannt wurde, die Stadtrechte und schied aus der Bürgermeisterei Opladen aus.
Die Gemeinde- und Gutbezirksstatistik der Rheinprovinz führt den Ort 1871 mit 70 Wohnhäusern und 353 Einwohnern auf. Im Gemeindelexikon für die Provinz Rheinland von 1888 werden für Pattscheid 73 Wohnhäuser mit 388 Einwohnern angegeben. 1895 besitzt der Ortsteil 72 Wohnhäuser mit 382 Einwohnern und gehörte konfessionell zum katholischen Kirchspiel Lützenkirchen, 1905 werden 76 Wohnhäuser und 377 Einwohner angegeben.
1902 wurde der jetzige Bahnhof Pattscheid am „Balkanexpress“ in Betrieb genommen, die Strecke selbst war schon 1881 errichtet worden. Sein Vorgänger stand an der heutigen Straße „Auf dem Bohnbüchel“. Die Bahnstrecke wurde 1991 stillgelegt.
Vom Bahnhof Pattscheid führte von 1910 bis 1928 eine Drahtseilbahn nach Roderbirken, mit der Kohle und Baumaterialien transportiert wurde. Sie war insgesamt 2180 Meter lang mit einem Höhenunterschied von 10 Meter. Sie unterquerte die Landstraße Pattscheid-Burscheid (heutige Landesstraße L 291) und überquerte den Murbach unterhalb des Staudamms der Diepentalsperre. Die Stützen waren hier 400 Meter voneinander entfernt. Da die Loren oftmals zu voll beladen wurden und deshalb Kohlen auf die Wege fielen, wurden an den Straßenüberquerungen Schutzgerüste angebracht.
Im Zuge der nordrhein-westfälischen Gebietsreform wurde gemäß dem Köln-Gesetzes mit Wirkung zum 1. Januar 1975 die Stadt Bergisch Neukirchen mit Pattscheid in die Stadt Leverkusen eingemeindet.

## Kultur und Freizeit

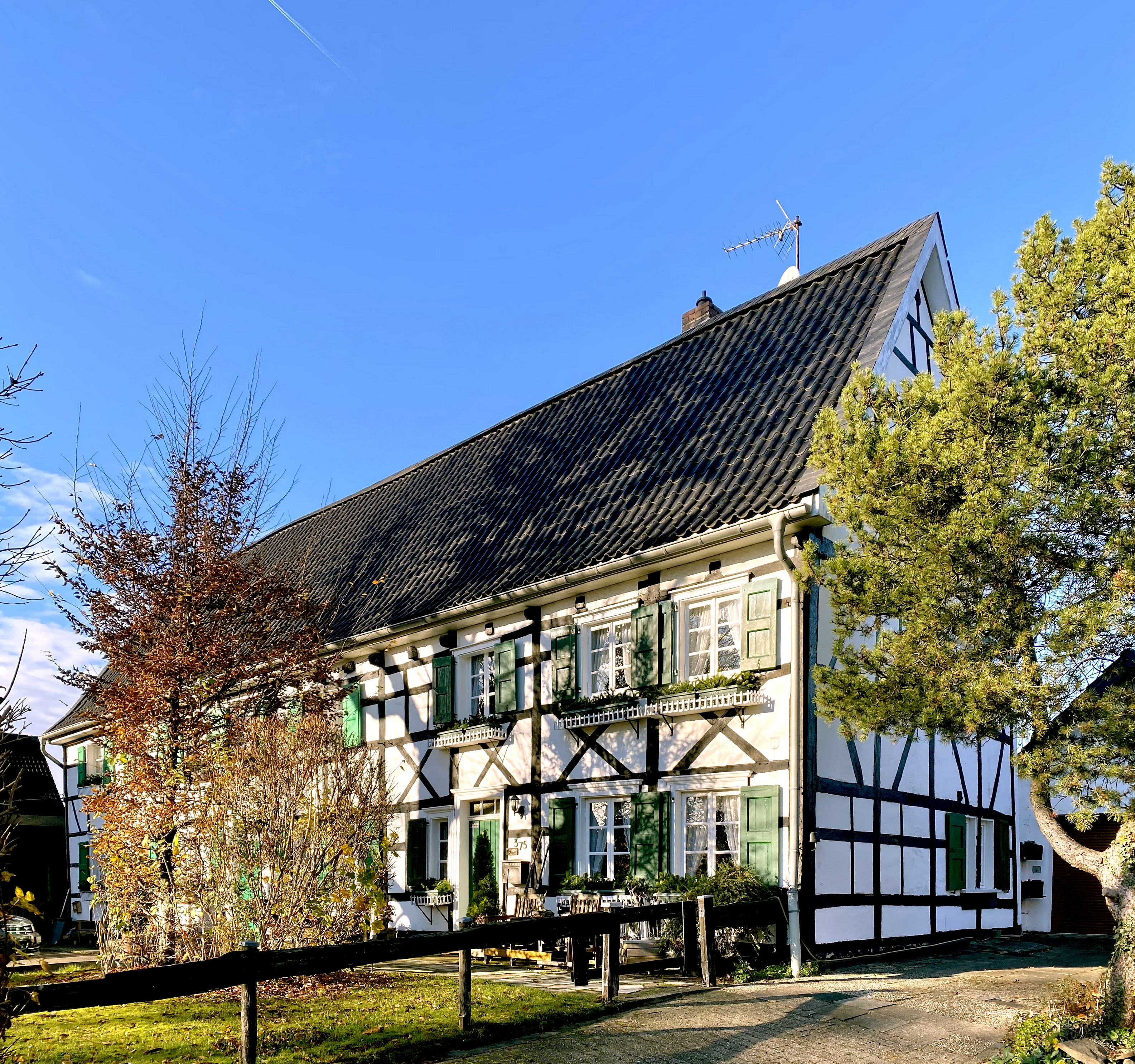
Fachwerkhaus an der Hüburg in Leverkusen-Pattscheid im klassischen bergischen Stil.

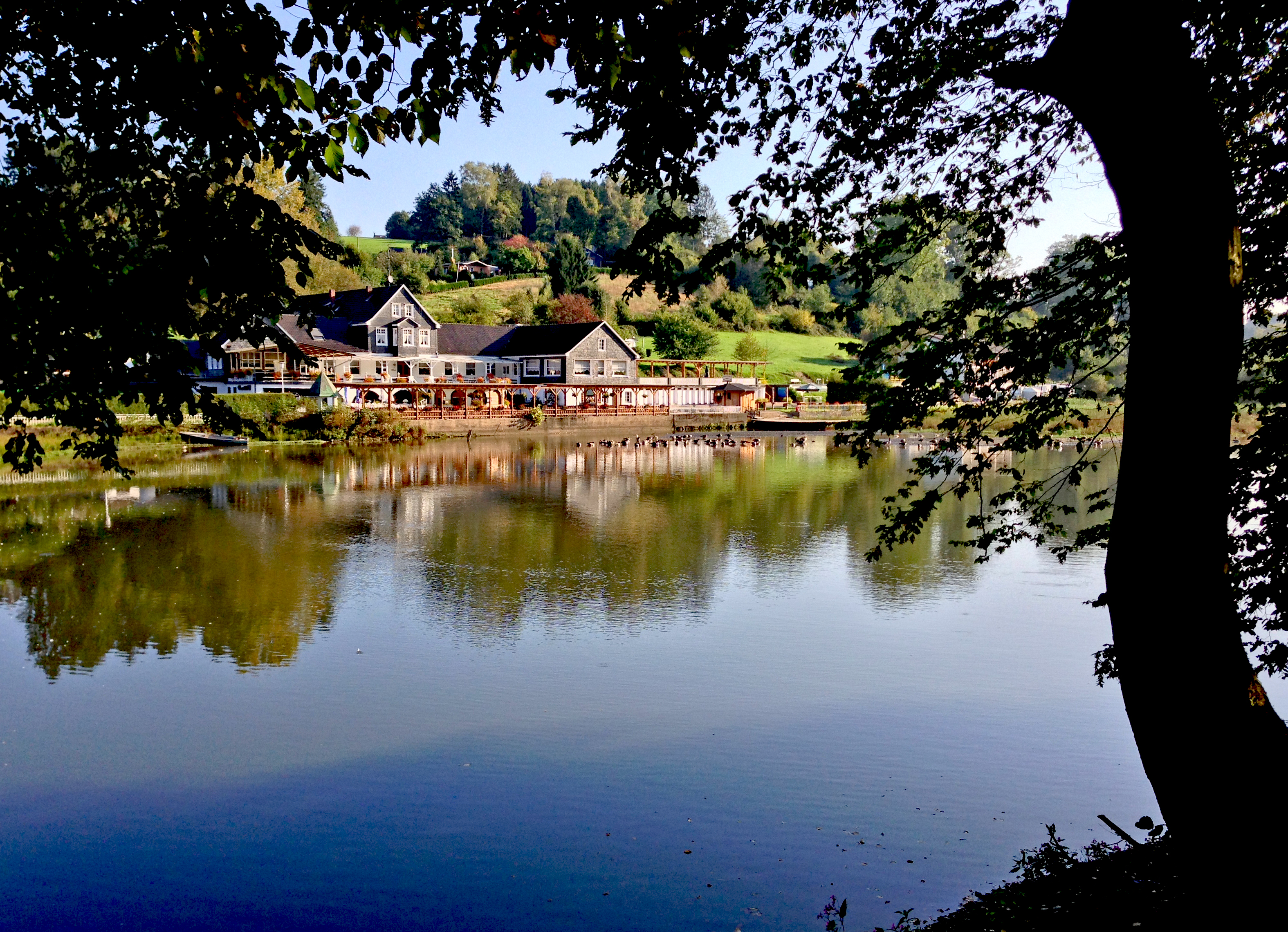
Diepentaler Talsperre mit Gastronomie

Pattscheid besitzt eine Anzahl von Fachwerkhäusern, teilweise sind diese Gebäude verschiefert. Einige Häuser sind aus dem 18. Jahrhundert. In der Nähe des Pattscheider Bahnhof liegt das Naherholungsgebiet Diepentalsperre. Die Talsperre gilt gleichzeitig als Grenze zwischen Pattscheid und Leichlingen.
Pattscheid ist für sein alljährliches Dorffest bekannt, welches das größte im Raum Leverkusen ist. Es findet am ersten Juliwochenende von Freitag bis Montag auf dem „Festplatz“ hinter dem Kindergarten an der Engelbertstraße statt. Das erste Dorffest war 1952. Am Freitagabend wird erst seit 1980 gefeiert, hier veranstaltete die Jugend des Dorfes (U.P.A) bis 2010 ihre Disco. Seit 2011 spielt am Freitagabend eine lokale Liveband oder ein DJ legt Musik auf. Der Freitag ist heute der meistbesuchte der vier Festtage, an dem mehr als 2500 Menschen zusammenkommen. Organisiert wird das Dorffest von der ansässigen Dorfgemeinschaft Pattscheid-Romberg-Linde.

### Historische Einwohnerentwicklung
- im Jahr 1745: 153
- im Jahr 1895: 381
- im Jahr 1910: 457
- im Jahr 1925: 459

### Religion
Die 1928 erbaute römisch-katholische Kirche Sankt Engelbert war von 1934 bis 2009 Pfarrkirche, seit 2010 gehört sie zur Pfarrgemeinde St. Remigius (Opladen). Der erste Pfarrer war von 1929 bis zu seinem Tod am 14. Juli 1985 Arnold Zimmermann.
Die Kirche wurde von dem Architekten Bernhard Rotterdam entworfen. Die einschiffige Kirche und das Pfarrhaus dominieren den Blick vom Diepental nach Pattscheid. Der Glockenturm schließt sich in Giebelform an den Giebel der Kirche an. Bemerkenswert ist das Innere mit seinen leicht geschwungenen Gewölberippen, die sich im spitzen Winkel treffen. Der Anklang an den gotischen Kirchenbau drängt sich auf, doch wird eine ganz neuer Stil entwickelt. Der Kirchenbau gilt als Beispiel für das Ringen um eine neue Kirchenarchitektur zwischen den Weltkriegen. Nach der Grundsteinlegung am 6. Mai 1928 verliefen die Bauarbeiten so zügig, dass bereits am 9. November des gleichen Jahres die erste heilige Messe in der neuen Kirche gefeiert werden konnte.

## Infrastruktur

### Verkehr

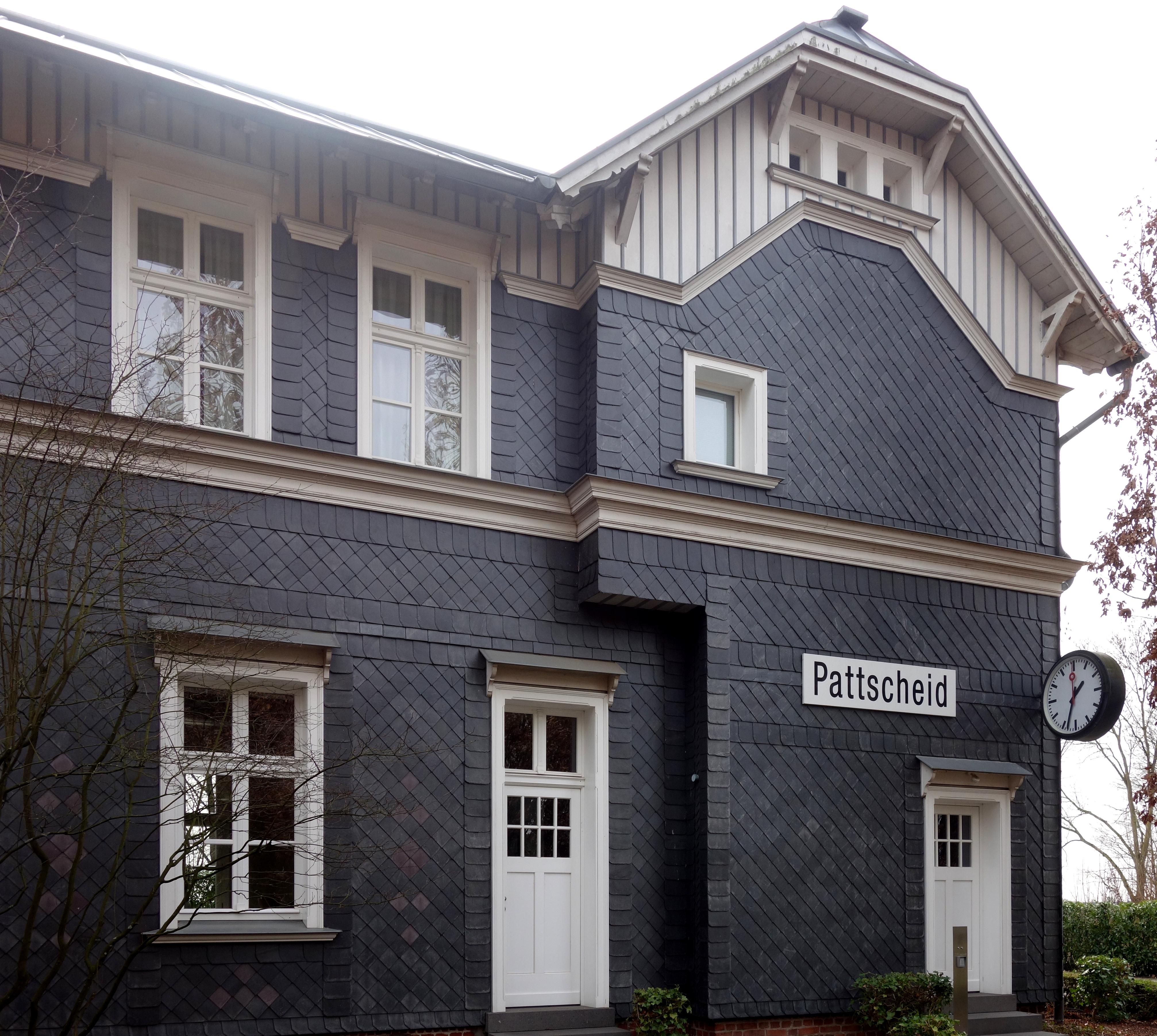
Ehem. Bahnhofsgebäude Pattscheid mit Bahnhofsschild und Bahnhofsuhr

Mitten durch Pattscheid verläuft die Landesstraße 291. In südwestlicher Richtung wendet sich diese nach Bergisch Neukirchen und in nördlicher Richtung nach Burscheid. Pattscheid ist von der Bundesautobahn 3 über die Abfahrt Opladen und von der Bundesautobahn 1 über die Abfahrt Burscheid zu erreichen. Der Bahnhof Pattscheid lag an der Bahnstrecke Wuppertal-Oberbarmen–Opladen (Balkanexpress). Seit 1991 ist der Abschnitt Hilgen–Opladen, seit 1997 die Gesamtstrecke von Remscheid-Lennep stillgelegt.
Die Buslinien 239, 240, N 25 fahren durch Pattscheid.

### Einrichtungen
- Städtische Kindertagesstätte Engelbertstr.

## Persönlichkeiten

### Söhne und Töchter
- Franz Wilhelm Oligschläger, Geschichtsschreiber, Botaniker und Apotheker († 1877 in Solingen)

### Ehrenbürger
- Willi Illbruck, deutscher Unternehmer und Hochseesegler († 21. November 2004 in Pattscheid)

### Einwohner
- Heide Ecker-Rosendahl, ehemalige deutsche Leichtathletin und Olympiasiegerin